# Blackstone (Wirginia)
Blackstone – miasto w Stanach Zjednoczonych, w stanie Wirginia, w hrabstwie Nottoway.